# Marie Baron
Marie Baron   (Rotterdam, 5 de febrer de 1908 - Rotterdam, 23 de juliol de 1948) va ser una nedadora i saltadora neerlandesa que va competir durant la dècada de 1920.
El 1924 va prendre part en els Jocs Olímpics de París, on disputà dues proves del programa de natació. En la prova dels 4x100 metres lliures fou sisena, mentre en els 200 metres braça quedà eliminada en sèries.
Quatre anys més tard, als Jocs d'Amsterdam, guanyà la medalla de plata en la prova dels 200 metres braça del programa de natació. En aquests mateixos Jocs fou quarta en la prova de palanca dels programa de salts.
Entre 1926 i 1926 va establir quatre rècords del món: dos en els 200 metres braça (3:18:40 el 24 d'octubre de 1926 i 3:12:80 el 22 d'abril de 1928) i dos en els 400 metres braça (6:54:80 el 20 de març de 1927 i 6:45:60 el 25 de novembre de 1928). L'octubre de 1929 anuncià que es casaria i es retirava de la natació. El 1930 es casà amb Pieter Lourens de Puij.